# Lesnoe
Lesnoe (in russo Лесное?) è un villaggio della Russia europea nell'oblast' di Tver'; è il centro amministrativo del rajon Lesnoj.
Si trova 191 km a nord di Tver'.